# Team Esbjerg Elitehåndbold
Il Team Esbjerg è una società di pallamano femminile danese con sede a Esbjerg.

## Storia
Il Team Esbjerg è stato fondato nel 1991, come cooperazione tra KVIK Esbjerg e Esbjerg Håndboldklub (EHK). Partecipa per la prima volta alla Danish Handball League nel 1999, ma retrocede l'anno successivo. Fa parte della lega dal 2004.
Hanno vinto il campionato danese due volte. Una volta nel 2016 , dopo aver battuto l'FC Midtjylland Håndbold in finale. Hanno perso la prima finale 20-17, ma hanno vinto la seconda 24-19, dopo una drammatica serie di rigori. Di nuovo nel 2019 , hanno anche battuto l'Herning-Ikast Håndbold , in due partite, con i punteggi 28-20 e 19-20. Hanno anche vinto la Coppa di pallamano femminile danese nel 2017 , dopo aver battuto il København Håndbold , con il punteggio 31-20.  
Nel corso del tempo, il club ha avuto molti giocatori importanti e significativi, come Rikke Zachariassen , Ulrika Toft Hansen , Lotte Grigel , Gøril Snorroeggen , Maibritt Kviesgaard , Kari Aalvik Grimsbø , Emily Stang Sando , Marta Mangué , Laura van der Heijden , Angelica Wallén , Ida. Bjørndalen e Sandra Toft Galsgaard.